# Pepe Reina
Pepe Reina, właśc. José Manuel Reina Páez (wym. [xoˈse maˈnwel ˈreina ˈpa.eθ]; ur. 31 sierpnia 1982 w Madrycie) – hiszpański piłkarz występujący na pozycji bramkarza we włoskim klubie Como 1907. Wychowanek Barcelony.

## Kariera klubowa
Pierwsze kroki w piłce nożnej stawiał w katalońskim klubie FC Barcelona. Od 2002 do 2005 był bramkarzem ekipy La Liga – Villarreal.

### Liverpool FC
Kiedy przechodził do Liverpoolu w lipcu 2005, Rafa Benítez określił go jako „najlepszego bramkarza w Hiszpanii”. W Liverpoolu zadebiutował 13 lipca 2005 w meczu kwalifikacyjnym do Ligi Mistrzów przeciwko Total Network Solutions FC. Reina od razu został numerem jeden na Anfield, odsyłając Jerzego Dudka na ławkę.
Pierwszy sezon Reiny zakończył się na finale Pucharu Anglii z West Ham United. Mimo że popełnił kilka błędów w regulaminowym czasie gry, raz jeszcze udowodnił swoją umiejętność bronienia karnych i został dzięki temu bohaterem – zablokował trzy z czterech strzałów West Hamu w karnych, a Liverpool zdobył puchar siódmy raz w historii FA Cup.
W następnym sezonie pobił kolejny rekord w klubie – podczas meczu przeciwko Blackburn w kwietniu 2007 utrzymał po raz 28. czyste konto w pierwszych 50. spotkaniach ligowych. Wkrótce zmierzył się z Chelsea w półfinale Ligi Mistrzów, ostatecznie Liverpool zwyciężył dzięki rzutom karnym. Podczas gdy Reina bronił jedenastki Arjena Robbena i Geremiego, złodzieje plądrowali jego mieszkanie.
Trzy tygodnie później w Atenach, Reina został trzecim piłkarzem w historii, który poszedł w ślady swojego ojca i zagrał w finale Pucharu Europy. Liverpool przegrał w meczu.
W czerwcu 2007 podpisał nowy pięcioletni kontrakt z Liverpoolem. Kolejny sezon zakończył się dla klubu bez trofeum, chociaż Reina trzeci rok z rzędu otrzymał nagrodę Złotej Rękawicy za najwięcej meczów bez straty bramki w Premier League. W meczu przeciwko Arsenalowi Londyn popełnił niefortunny błąd, kiedy to w 90. minucie spotkania po strzale Marouane’a Chamakha w słupek sparował piłkę do własnej bramki, mecz skończył się wynikiem 1:1.
W sezonie 2011/2012 zdobył z drużyną klubową Puchar Ligi Angielskiej.

### Napoli
Wobec przyjścia do Liverpoolu latem 2013 Simona Mignoleta, pod koniec lipca potwierdzono wypożyczenie hiszpańskiego bramkarza do SSC Napoli, którego szkoleniowcem był wówczas Rafael Benítez.

## Kariera reprezentacyjna
Po raz pierwszy do drużyny narodowej José Reina został powołany 18 sierpnia 2005 roku na mecz z Urugwajem, który Hiszpania wygrała 2:0.
Selekcjoner reprezentacji Hiszpanii Luis Aragonés zabrał bramkarza Liverpoolu na Mistrzostwa Świata 2006 w Niemczech, chociaż Reina nie zagrał ani minuty z powodu konkurencji Ikera Casillasa i Santiago Canizaresa.
Do tej pory w reprezentacji Hiszpanii wystąpił 17 razy. Został powołany na Euro 2008, gdzie zagrał w spotkaniu przeciwko Grecji, wygranym przez jego reprezentację 2-1. Zdobył z reprezentacją Mistrzostwo Europy 2008, Mistrzostwo Europy 2012 i Mistrzostwo Świata 2010.

## Statystyki kariery
Aktualne na dzień 11 maja 2014 r.
| 1999/00            | FC Barcelona B     | Segunda División B | 30  | 6   | —  | — | — | — | —   | —  | 30  | 6   |
| 2000/01            | FC Barcelona B     | Segunda División B | 11  | 5   | —  | — | — | — | —   | —  | 11  | 5   |
| 2000/01            | FC Barcelona       | Primera División   | 19  | 5   | 7  | 4 | — | — | 7   | 3  | 33  | 12  |
| 2001/02            | FC Barcelona       | Primera División   | 11  | 4   | 1  | 0 | — | — | 4   | 2  | 16  | 6   |
| 2002/03            | Villarreal CF      | Primera División   | 33  | 9   | 0  | 0 | — | — | 4   | 0  | 37  | 9   |
| 2003/04            | Villarreal CF      | Primera División   | 38  | 11  | 0  | 0 | — | — | 12  | 6  | 50  | 17  |
| 2004/05            | Villarreal CF      | Primera División   | 38  | 14  | 0  | 0 | — | — | 11  | 6  | 49  | 20  |
| 2005/06            | Liverpool          | Premier League     | 33  | 20  | 5  | 2 | 0 | 0 | 13  | 7  | 53  | 30  |
| 2006/07            | Liverpool          | Premier League     | 35  | 19  | 0  | 0 | 1 | 0 | 14  | 7  | 51  | 26  |
| 2007/08            | Liverpool          | Premier League     | 38  | 18  | 0  | 0 | 0 | 0 | 14  | 6  | 52  | 24  |
| 2008/09            | Liverpool          | Premier League     | 38  | 20  | 2  | 0 | 0 | 0 | 11  | 5  | 51  | 25  |
| 2009/10            | Liverpool          | Premier League     | 38  | 17  | 1  | 0 | 0 | 0 | 13  | 4  | 52  | 21  |
| 2010/11            | Liverpool          | Premier League     | 38  | 14  | 1  | 0 | 0 | 0 | 11  | 5  | 50  | 19  |
| 2011/12            | Liverpool          | Premier League     | 34  | 12  | 5  | 0 | 7 | 2 | —   | —  | 46  | 14  |
| 2012/13            | Liverpool          | Premier League     | 31  | 14  | 0  | 0 | 0 | 0 | 8   | 3  | 38  | 17  |
| 2013/14            | SSC Napoli (wyp.)  | Serie A            | 30  | 10  | 4  | 2 | — | — | 9   | 1  | 43  | 13  |
| Łącznie w karierze | Łącznie w karierze | Łącznie w karierze | 493 | 197 | 26 | 8 | 8 | 2 | 131 | 55 | 661 | 263 |

(aktualne na dzień 9 października 2017)
| Reprezentacja | Rok     | Mecze | Gole |
| ------------- | ------- | ----- | ---- |
| Hiszpania     | 2005    | 2     | 0    |
| Hiszpania     | 2006    | 3     | 0    |
| Hiszpania     | 2007    | 4     | 0    |
| Hiszpania     | 2008    | 3     | 0    |
| Hiszpania     | 2009    | 7     | 0    |
| Hiszpania     | 2010    | 2     | 0    |
| Hiszpania     | 2011    | 3     | 0    |
| Hiszpania     | 2012    | 2     | 0    |
| Hiszpania     | 2013    | 5     | 0    |
| Hiszpania     | 2014    | 2     | 0    |
| Hiszpania     | 2015    | 0     | 0    |
| Hiszpania     | 2016    | 1     | 0    |
| Hiszpania     | 2017    | 2     | 0    |
| Łącznie       | Łącznie | 36    | 0    |

## Sukcesy

### Klubowe
Villarreal
- Puchar Intertoto UEFA (2x): 2003/2004, 2004/2005

Liverpool
- Superpuchar Europy (1x): 2006
- Puchar Anglii (1x): 2006
- Tarcza Wspólnoty (1x): 2006
- Puchar Ligi Angielskiej (1x): 2012

Bayern Monachium
- Mistrzostwo Niemiec (1x): 2014/2015

### Międzynarodowe
- Mistrzostwo Świata: 2010
- Mistrzostwo Europy: 2008, 2012
- Mistrzostwo Europy U-17: 1999

### Indywidualne
- Złote Rękawice Premier League: 2005/06 (20 czystych kont), 2006/07 (19), 2007/08 (18), 2009/10 (17)